# Tankolóautomata

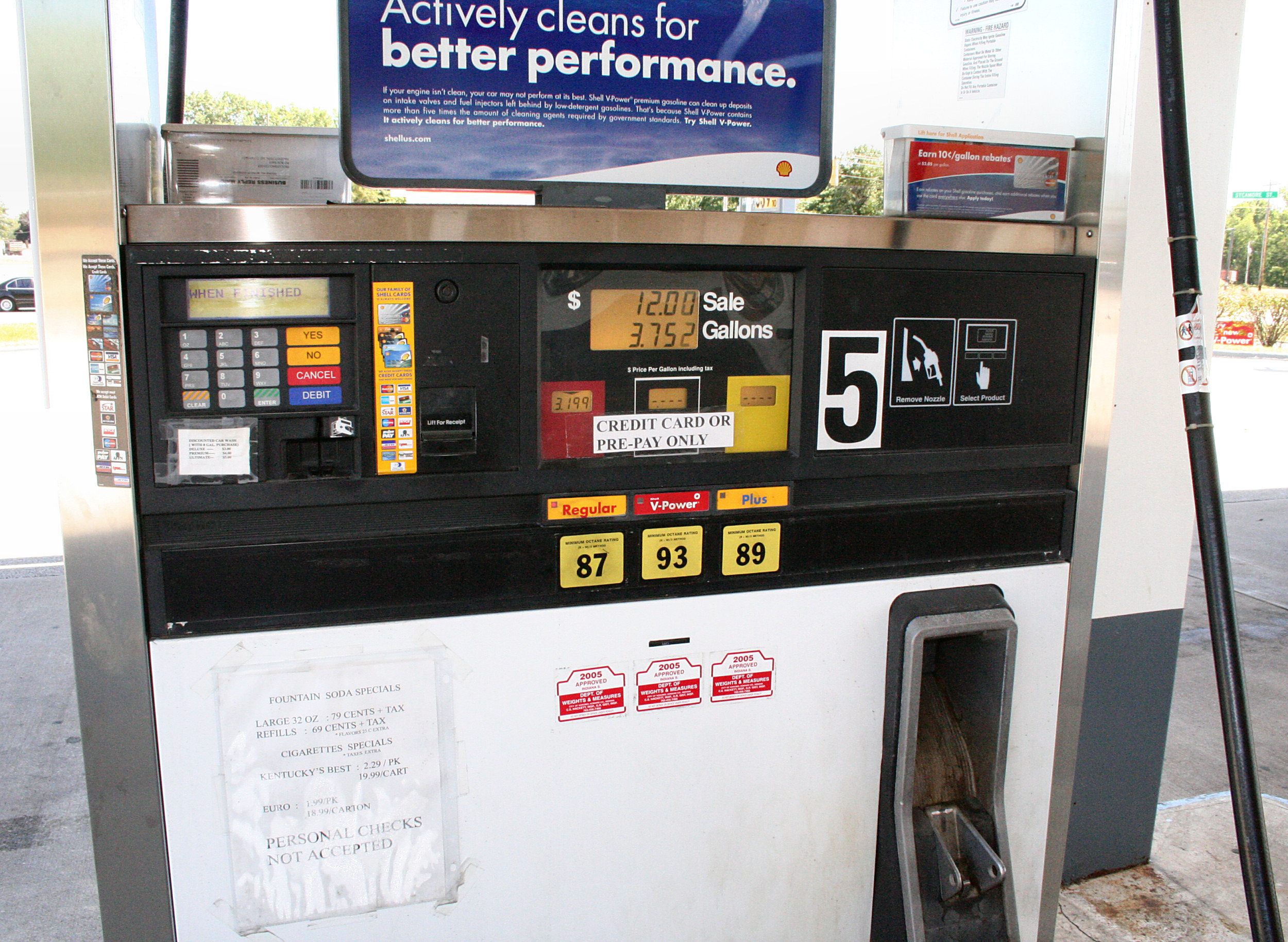
Tankoló automata az Egyesült Államokban

A tankolóautomaták feladata, hogy az üzemanyagkiszolgálás kezelőszemélyzet nélkül, a nap 24 órájában biztonságosan és pontosan nyomon követhető és ellenőrzött legyen. A tankolóautomatákat egyaránt alkalmazzák közforgalmú és üzemi töltőállomásokhoz. A tankolóautomaták manapság olyan informatikai rendszerek amely az üzemanyag kiadásán túl egy teljes üzemanyagkút rendszert is felügyelhetnek.

## Tankolóautomata története hazánkban
A tankolóautomata gyártása hazánkban a kilencvenes évek elejére tehető. 1993-ban fejlesztették ki a 3i az A típusjelű első tankolóautomatáját, és 1997-ben a Ratio Homini a KAONOMAT elnevezésű tankolóautomatát. Kezdetben a tankoló automaták nem tudtak többet mint a járművezetők azonosítása és a kiadott üzemanyag mennyiségi rögzítése belső memóriában. A tankolóautomaták fejlődésében nagy áttörést jelentett a felhő alapú rendszerek megjelenése. Az első felhő alapú tankolóautomata a 2007-ben megjelenő KAONOMAT III / AMNIS volt. Mára már a korszerű tankolóautomaták alapfunkciója az internetes kapcsolat révén a felhő alapú adat tárolás és vezérlés. Az első magyar gyártású tankolóautomatát 2006-ban hitelesítették hazánkban. Ez kezdeti áttörés volt a közforgalmú, zárt láncú tankolóautomaták megjelenésében.

## Tankolóautomata megoldások
tankolóautomata üzemi kutakhoz, konténerkúthoz:
Kezdetben egyszerűbb tankolóautomaták, már már korszerűbbek mint a közforgalmú tankolóautomatáknál, mivel egy korszerű üzemi kút automata akár literenként 20-30 Ft értékű üzemanyagot is meg tud takarítani a végfelhasználóknak
zárt láncú üzemi tankolóautomata:
Pontosságában megegyezik a közforgalmú tankolóautomaták pontosságával. Feladatuk, hogy az üzemi kutakat alkalmassá tegyék üzemanyag zárt körben (több cég egy tartályban, bértárolás, alvállalkozók kiszolgálása) működő üzemi kutak automatizált pontos elszámolására.
közforgalmú tankolóautomata:
Pénzügyi tranzakciók kezelésére, fizetésre alkalmas tankolóautomaták. A zárt láncú tankolóautomatától az a eltérés, hogy pénzt vagy bankkártyát is elfogad, de a tankolás pontossága megegyezik.
Létezik már mobil tartályokhoz csatlakoztatható verzió is amit IBC tartályokhoz szerelnek, illetve akár több tankoló pisztolyt vagy többféle anyag kiadását is elvégezheti (pl.: motorolaj, AdBlue)

## Egy korszerű üzemi tankolóautomata feladatai
Az internetes kapcsolat révén már egy komplett üzemanyagkút felügyeleti és vezérlő rendszer lett.
- méri a tartályban lévő üzemanyag szintet
- méri a beszállításkor beérkező üzemanyag mennyiségét
- fizikai kapcsolat nélkül azonosítja a járműveket (RFID kártya vagy még korszerűbb RFID rádiófrekvenciás jármű felismerés)
- azonosítja a jármű üzemanyagtankját és ennek alapján limitált mennyiségeket ad ki a jármű számára
- ha nincs a betöltő nyílásban az üzemanyag töltő pisztoly leállítja a tankolási folyamatot
- érintés nélküli személy azonosítás
- limitálható kiadott üzemanyag mennyiség
- hőmérséklet kompenzálás (15 C-ra)
- internet alapú adattovábbítás
- felhő alapú adattárolás és internetes adat lekérdezés

## Üzemi tankolóautomata működése
A rendszer a tankolás megkezdésekor kéri a tankoló személy személyazonosító kártyáját.
Eztán kéri a jármű azonosító kártyáját, vagy leolvassa a jármű RFID azonosító számát, majd a jármű vezetőtől a km óra állást.
Megadható információ még a PIN kód, menetlevélszám, munkaazonosító. Miután ezeket az adatokat bevittük utána tudjuk megkezdeni a tankolást.
A tankolás végeztével a tankolási adatokat a tankolóautomata a saját memóriájába eltárolja.
Az adatokat internet kapcsolattal automatikusan szerverre kerülnek az adatok. A felhasználó erről a szerverről tudja megnézni az adatokat.